# アラスデア・ミッチェル
アラスデア・ミッチェル（Alasdair Mitchell, 1947年5月16日 - ）は、イギリス出身の指揮者。
グラスゴーの生まれ。エディンバラ大学を経てロンドン王立音楽院でチェロを学んだあと、ローマ聖チェチーリア音楽院に行き、イーゴリ・マルケヴィチやフランコ・フェラーラ等に指揮法を教わる。1974年のニコライ・マルコ国際指揮者コンクールで二位入賞を果たし、スカンジナヴィア半島各地のオーケストラに客演して指揮者としての名声を確立した。エディンバラ大学やスコットランド王立音楽・演劇大学で指揮法を講じている。